# 18. září
18. září je 261. den roku podle gregoriánského kalendáře (262. v přestupném roce). Do konce roku zbývá 104 dní.

## Události

### Česko
- 1323 – Janu Lucemburskému musely být odevzdány listiny, o něž opírali Habsburkové své nároky na český trůn. K tomu museli vrátit i některá místa na Moravě. Byl však mezi nimi uzavřen mír.
- 1357 – Moravský markrabě Jan Jindřich povolil městu Brnu pořádat třetí výroční středověký jarmark. Čtrnáctidenní trh měl začínat každoročně sedmou neděli před Velikonocemi a zařadil Brno k nejvýznamnějším „trhovým“ městům své doby.
- 1378 – Papež Urban VI. jmenoval arcibiskupa Jana Očka z Vlašimi prvním českým kardinálem
- 1744 – Prusové obsadili Prahu, do konce září také většinu Čech

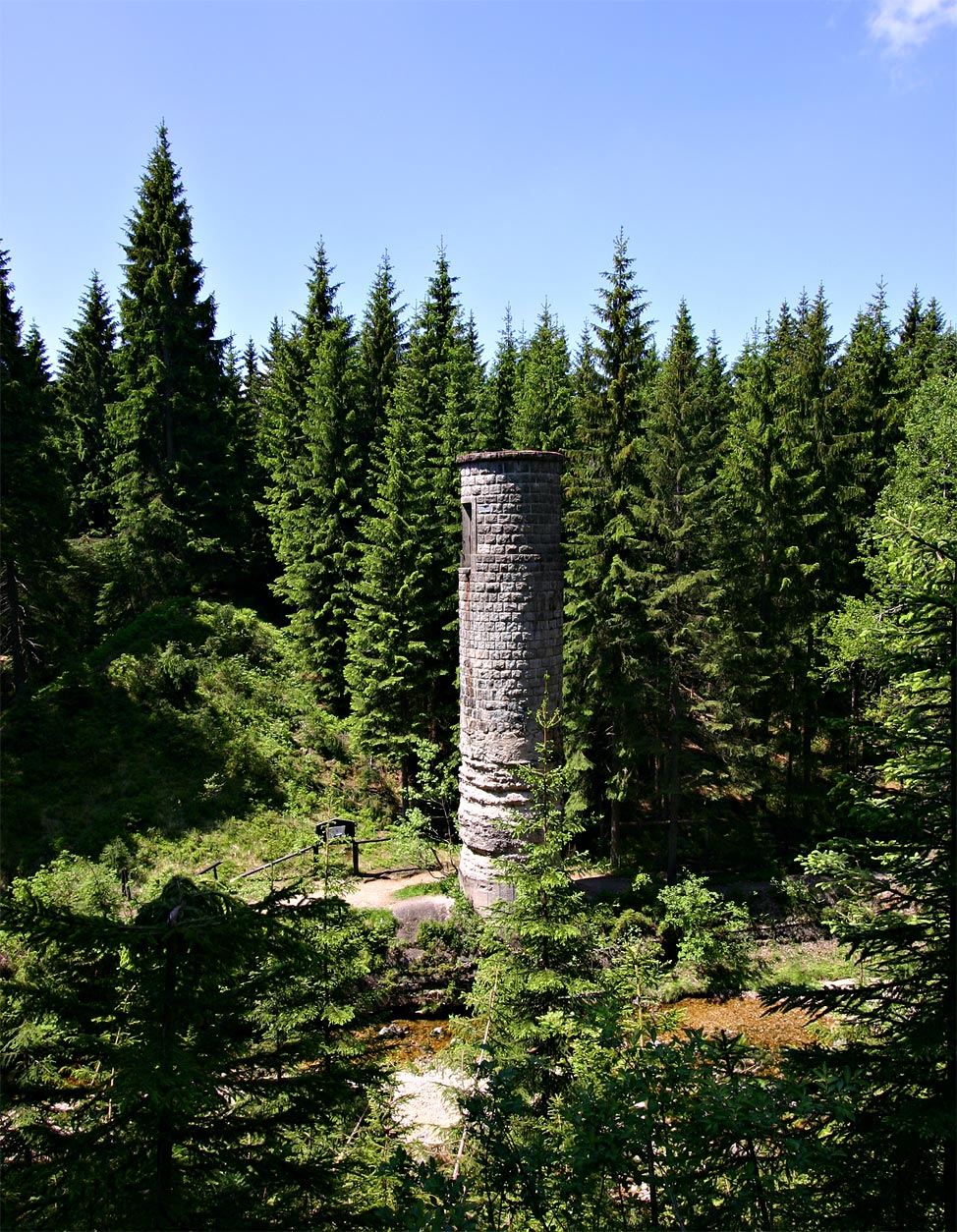
Zbytky přehrady v Desné

- 1848 – Na českých gymnáziích byla zavedena čeština jako vyučovací jazyk.
- 1878 – Premiéra Smetanovy opery Tajemství
- 1897 – Kancelář městských elektrických podniků (předchůdce dnešního Dopravního podniku hl. m. Prahy) zahájila provoz elektrické tramvaje.
- 1916 – Zhruba po roce od otevření se protrhla přehrada Desná, 62 lidí zemřelo (největší katastrofa spojená s havárií na přehradě v historii Českých zemí).
- 1926 – V Brně se konal sjezd Československé strany socialistické, který ze strany vyloučil Jiřího Stříbrného a jeho stoupence. Strana přijala název Československá strana národně socialistická
- 1934 – Premiéra Janáčkovy opery Osud v rozhlasovém přenosu koncertní verze v Brně, protože na jeviště se Janáčkovi operu dostat nepodařilo.
- 1941 – Při železniční nehodě v brněnských Židenicích zahynulo 18 lidí.
- 1994 – Ze Staroměstské náměstí v Praze odjel na kole na tříletou cestu kolem světa Vítězslav Dostál, první Čech, který takovou cestu vykonal.

### Svět
- 0324 – Konstantin Veliký porazil Licinia v bitvě u Chrysopolis, čímž získal výhradní kontrolu nad celou Římskou říší.
- 1066 – Norský král Harald Hardråda vpadl s Tostigem Godwinsonem a velkou armádou do Anglie ve snaze dobýt anglický trůn proti svému staršímu bratrovi Haroldovi II. Godwinsonovi.
- 1454 – V bitvě u Chojnice během třináctileté války porazila armáda teutonských rytířů polskou armádu.
- 1502 – Kryštof Kolumbus přistál na Kostarice na své 4. a poslední cestě do Nového světa.
- 1739 – Rusko a Turecko podepsali v Bělehradě mírovou smlouvu, která ukončila Rusko-tureckou válku.
- 1759 – Britové dobyli kanadský Quebec během Francouzsko-indiánské války
- 1793 – President George Washington stříbrnou zednickou lžící položil základní kámen budovy Kapitolu ve Washingtonu, D.C.
- 1809 – V Londýně otevřeli novou budovu královské opery Royal Opera House.
- 1851 – Kanadský novinář a politik Henry Jarvis Raymond a bývalý bankéř George Jones založili noviny New-York Daily Times.  List změnil svůj název na The New York Times v roce 1857
- 1810 – Chile vyhlásilo svou nezávislost na Španělsku (Národní svátek).
- 1928 – První vzlet LZ 127 Graf Zeppelin, nejúspěšnější komerční vzducholodi, která v následujících deseti letech absolvovala 1,7 milionu kilometrů při dopravě osob a nákladu.
- 1931 – Mukdenský incident dal Japonsku záminku k invazi a obsadit Mandžusko.
- 2006 – Anuše Ansariová se stala první vesmírnou turistkou a prvním Íráncem a muslimem ve vesmíru.
- 2013 – Apple představil iOS 7 pro non-developery.

## Fikce
Zde jsou uvedena některá díla, jejichž děj se odehrává (zcela nebo částečně) 18. září:

### Filmy
- Interstate 60 (2002) (Film začíná 18. září 2001.)

### Videohry
- Outlast (2013) (děj hry Outlast a Outlast: Whistleblower se odehrává v noci na 18. září 2013)

## Narození

### Česko
- 1664 – Walter Xaver z Ditrichštejna, moravsko-rakouský šlechtic a kníže († 3. listopadu 1738)
- 1778 – Václav Nedoma, český kamenosochař († 18. srpna 1833)
- 1807 – Karel Slavoj Amerling, pedagog († 2. listopadu 1884)
- 1810 – Josef Šícha, český lékař a politik († 18. ledna 1894)
- 1818 – Franz Moritz Roser, rakouský český lékař a politik († 11. srpna 1906)
- 1831 – Jan Jeřábek, právník a politik († 14. září 1894)
- 1836 – Josef Srb-Debrnov, český hudební historik a spisovatel († 1. září 1904)
- 1849 – Josef Lowag, regionální spisovatel z oblasti Jeseníků, přírodovědec († 14. března 1911)
- 1879 – Augustin Petrášek, československý politik slovenské národnosti († 28. listopadu 1963)
- 1884 – Jaroslav Rošický, český voják a odbojář († 26. června 1942)
- 1885 – Metoděj Kubáň, kněz, generál československé armádní duchovní správy († 5. března 1942)
- 1890 – Vladimír Ambros, hudební skladatel, dirigent a pedagog († 12. května 1956)
- 1892 – Václav Binovec, český filmový scenárista a režisér († 29. února 1976)
- 1901 – František Gel, novinář († 17. října 1972)
- 1904 – Emanuela Tilschová, překladatelka († 1974)
- 1908 – Josef Pavel, ministrem vnitra Československé socialistické republiky († 9. dubna 1973)
- 1921 – Eduard Hodoušek, hispanista a překladatel († 10. května 2004)
- 1924 – Ivan Diviš, básník a esejista († 7. dubna 1999)
- 1929 – Jaroslav Kolár, literární historik († 12. února 2013)
- 1940 – Josef Syka, český lékař-neurofyziolog
- 1942 – Rudolf Blaháček, český kameraman
- 1943 – Jan Kadubec, výtvarník a sochař
- 1944 – Ivan Theimer, český sochař
- 1947
  - Pavel Pavlík, hejtman Libereckého kraje
  - Michael Třeštík, prozaik, architekt, publicista, vydavatel a dokumentarista
- 1953
  - Ivo Barteček, český historik a iberoamerikanista
  - Josef Hausmann, český biochemik, tlumočník a spisovatel
- 1955 – Jiří Honajzer, český politik
- 1959 – Jakub Smolík, zpěvák
- 1975
  - Štěpán Škoch, člen hudební skupiny Chinaski
  - Anna Klamo, operní pěvkyně
- 1990 – Tomáš Vošlajer, basketbalista
- 1998 – Adriana Mašková, tanečnice

### Svět

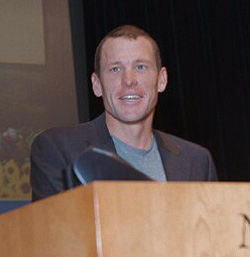
Lance Armstrong (* 1971)

- 0053 – Traianus, římský císař († 9. srpna 117)
- 1344 – Marie Francouzská, vévodkyně z Baru († 15. října 1404)
- 1709 – Samuel Johnson, anglický básník a literární kritik († 13. prosince 1784)
- 1718 – Marie Anna Habsburská, rakouská arcivévodkyně († 16. prosince 1744)
- 1752 – Adrien-Marie Legendre, francouzský matematik († 10. ledna 1833)
- 1765 – Řehoř XVI., papež († 1. červen 1846)
- 1786 – Kristián VIII., dánský a norský král († 20. ledna 1848)
- 1803 – Jacques-Désiré Laval, francouzský kněz, blahoslavený katolické církve († 9. září 1864)
- 1819 – Léon Foucault, francouzský fyzik († 11. února 1868)
- 1831 – Siegfried Marcus, německý vynálezce a automobilový průkopník († 1. července 1898)
- 1834 – Giuseppe Incorpora, italský fotograf († 14. srpna 1914)
- 1838 – Anton Mauve, nizozemský realistický malíř († 5. února 1888)
- 1876 – Gustaf Estlander, švédsko-finský architekt, rychlobruslař a jachtař († 1. prosince 1930)
- 1885 – Michal Buzalka, slovenský teolog a biskup († 7. prosince 1961)
- 1886 – Uzeir Hadžibekov, ázerbájdžánský hudební skladatel, vědec a pedagog († 23. listopadu 1948)
- 1888 – Grey Owl, kanadský spisovatel († 13. dubna 1938)
- 1895
  - Krikor Bédros XV. Agagianian, gruzínský katolický kněz arménského ritu, kardinál († 16. května 1971)
  - John Diefenbaker, premiér Kanady († 16. prosince 1979)
- 1897 – Pablo Sorozábal, španělský dirigent a hudební skladatel († 26. prosince 1988)
- 1899 – Ida Kamińska, polská herečka († 21. května 1980)
- 1905 – Greta Garbo, americká herečka švédského původu († 15. dubna 1990)
- 1907 – Edwin McMillan, americký fyzik, Nobelova cena za chemii 1951 († 7. září 1991)
- 1908 – Viktor Amazaspovič Ambarcumjan, arménský astronom († 1996)
- 1912 – Givi Džavachišvili, premiér Gruzie († 10. listopadu 1985)
- 1914 – Jack Cardiff, britský herec, kameraman a režisér († 22. dubna2009)
- 1917 – Clinton Rossiter, americký historik a politolog († 11. července 1970)
- 1919 – Pál Losonczi, předseda Prezidiální rady Maďarské lidové republiky († 28. března 2005)
- 1921 – Kamál Hasan Alí, premiér Egypta († 27. března 1993)
- 1923 – Anna Bourbonsko-Parmská, poslední rumunská královna († 1. srpna 2015)
- 1927 – Ladislav Horský, slovenský hokejista, trenér, teoretik, funkcionář a vysokoškolský profesor († 1983)
- 1930 – Ignác Moussa I. Daúd, kardinál († 6. dubna 2012)
- 1932 – Nikolaj Rukavišnikov, ruský kosmonaut († 19. října 2002)
- 1933
  - Scotty Bowman, kanadský hokejový hráč a trenér
  - Eugeniusz Iwanicki, polský spisovatel († 10. prosince 2020)
- 1939
  - Frankie Avalon, americký herec, zpěvák
  - Jorge Sampaio, politik, právník a prezident Portugalska († 10. září 2021)
- 1941 – Hans-Peter Raddatz, německý orientalista a publicista
- 1942
  - Wolfgang Schäuble, spolkový ministr financí († 26. prosince 2023)
  - Janez Sušnik, slovinský politik
- 1944 – Charles Veach, americký astronaut († 3. října 1995)
- 1945
  - P. F. Sloan, americký zpěvák a kytarista († 15. listopadu 2015)
  - Kamil Peteraj, slovenský spisovatel, překladatel, básník a textař
- 1946 – Rocío Jurado, španělská zpěvačka a herečka († 1. června 2006)
- 1948 – Simon Mawer, anglický spisovatel
- 1949
  - Beth Grant, americká herečka
  - Katja Rupéová, německá herečka
- 1950
  - Shabana Azmi, indická herečka
  - Darryl Sittler, kanadský hokejový útočník
- 1952 – Dee Dee Ramone, baskytarista skupiny Ramones († 5. června 2002)
- 1953 – Anna Levine, americká herečka
- 1954 – Steven Pinker, kanadsko-americký experimentální psycholog
- 1955 – Keith Morris, americký zpěvák
- 1956
  - Chris Hedges, americký novinář, spisovatel a válečný korespondent
  - Tim McInnerny, britský herec
  - Peter Šťastný, slovenský hokejista
- 1958 – Rachid Taha, alžírský zpěvák
- 1961 – James Gandolfini, americký herec († 19. června 2013)
- 1965 – Alva Noto, německý elektronický hudebník
- 1967 – Tara Fitzgeraldová, britská herečka
- 1971
  - Anna Netrebko, ruská operní zpěvačka
  - Lance Armstrong, americký cyklista
- 1972 – Adam Cohen, kanadský písničkář
- 1973 – Mark Shuttleworth, zakladatel linuxové distribuce Ubuntu
- 1975
  - Jason Gardener, britský sprinter
  - Igor Demo, slovenský fotbalista
- 1980 – Michal Hanek, slovenský fotbalista
- 1982 – Peter Budaj, slovenský hokejista
- 1987 – Voria Ghafouri, íránský fotbalista
- 1990 – Michael Smith, anglický profesionální šipkař, mistr světa 2023
- 1993 – Max Rudigier, rakouský sportovní lezec
- 1998 – Christian Pulišić, americký fotbalista

## Úmrtí

### Česko
- 1612 – Karel z Lamberka, arcibiskup pražský (* 1563)
- 1685 – Kryštof Alois Lautner, katolický duchovní a jedna z obětí honu na čarodějnice na Šumpersku (* 1622)
- 1701 – Bohumír Kapoun ze Svojkova, 4. biskup královéhradecký (* 16. února 1636)
- 1848 – Felix Lichnovský z Voštic, slezský šlechtic a politik (* 5. dubna 1814)
- 1870 – František Uher, český právník, politik, ztroskotanec (* 23. prosince 1825)
- 1884 – Saturnin Heller, český architekt (* 29. listopadu 1840)
- 1961 – Josef Obeth, slezský sochař a restaurátor německé národnosti (* 15. července 1874)
- 1965 – Josef Skutil, archeolog a historik (* 7. března 1904)
- 1969 – Theodor Kössl, právník a hudební skladatel (* 1. července 1886)
- 1970
  - Stanislav Neumann (básník), básník (* 17. října 1927)
  - Rudolf Šedivý, politický vězeň komunistické totalitní doby (* 25. května 1897)
- 1972 – Bohuslav Fuchs, architekt a urbanista (* 24. března 1895)
- 1977 – Josef Vlach-Vrutický, český hudební skladatel a dirigent (* 24. ledna 1897)
- 1978 – Bohuslav Taraba, skladatel, malíř, hudební spisovatel a vydavatel (* 22. listopadu 1894)
- 2007
  - Vladislav Jáchymovský, historik, kronikář Karlových Varů (* 31. prosince 1923)
  - Josef Vinklář, herec (* 10. listopadu 1930)
- 2009 – Vladimír Kostka, hokejový trenér (* 20. srpna 1922)

### Svět

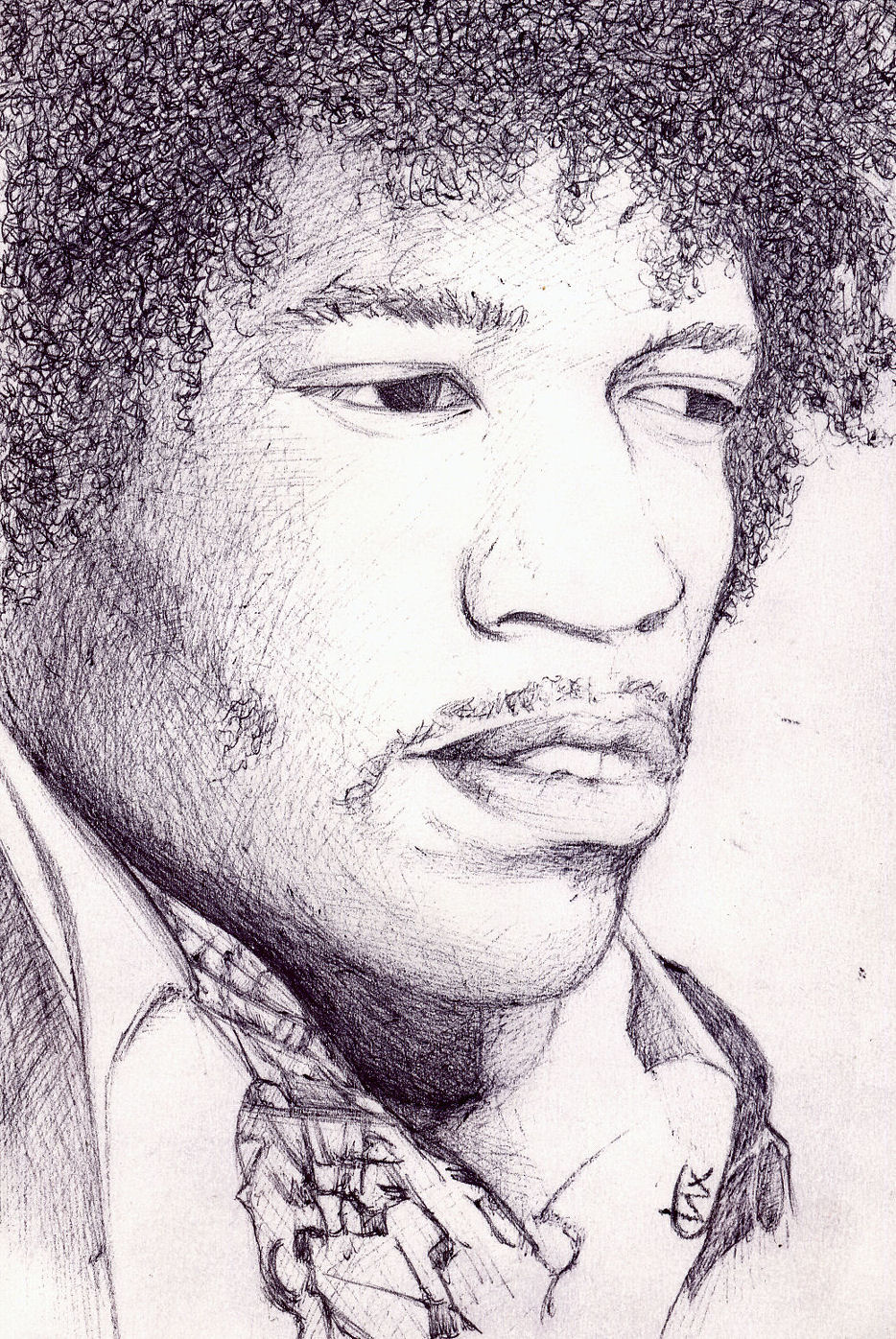
Jimi Hendrix († 1970)

- 0096 – Domitianus, římský císař (* 24. října 51)
- 1180 – Ludvík VII. Francouzský, francouzský král z dynastie Kapetovců (* 1120)
- 1361 – Ludvík Wittelsbašský, braniborský markrabě a tyrolský hrabě jako Ludvík I. a jako Ludvík V. hornobavorský vévoda (* 1315)
- 1510 – Uršula Braniborská, braniborská princezna (* 17. října 1488)
- 1547 – Fridrich II. Lehnický, lehnický a břežský kníže (* 14. února 1480)
- 1598 – Hidejoši Tojotomi, japonský daimjó, jeden ze sjednotitelů země (* 17. března 1537)
- 1630 – Melchior Klesl, kardinál, vídeňský biskup a kancléř Matyáše II. (* 19. února 1552)
- 1647 – Pietro Carrera, italský kněz, malíř a šachista (* 12. července 1573)
- 1651 – Henrietta Marie Falcká, falcká princezna, hraběnka z Mukačeva (* 17. června 1626)
- 1663 – Svatý Josef Kopertinský, františkánský mnich, patron letců (* 17. června 1603)
- 1773 – John Cunningham, irský básník a dramatik (* 1729)
- 1783 – Leonhard Euler, švýcarský matematik (* 15. dubna 1707)
- 1821
  - Karolína Hesensko-Darmstadtská, německá šlechtična (* 2. března 1746)
  - Jean-Nicolas Corvisart, francouzský lékař (* 15. února 1755)
- 1840 – Constantine Samuel Rafinesque, francouzsko-americký polyhistor (* 22. října 1783)
- 1841 – Hibetullah Sultan, osmanská princezna a dcera sultána Abdulhamida I. (* 16. března 1789)
- 1872 – Karel XV., švédský a norský král (* 3. května 1826)
- 1892 – James Bicheno Francis, anglický inženýr a vynálezce (* 18. května 1815)
- 1896 – Hippolyte Fizeau, francouzský fyzik (* 23. září 1819)
- 1898 – Émile Mayade, francouzský automobilový závodník (* 21. srpna 1853)
- 1904 – Herbert von Bismarck, německý politik (* 28. prosince 1849)
- 1905 – George MacDonald, britský spisovatel (* 10. prosince 1824)
- 1911 – Pjotr Stolypin, ministerský předseda Ruska (* 14. dubna 1862)
- 1924 – Francis Herbert Bradley, britský filozof (* 30. ledna 1846)
- 1935 – Vojislav Marinković, předseda vlády Království Jugoslávie (* 13. května 1876)
- 1936 – Vasilij Ivanovič Němirovič-Dančenko, ruský spisovatel a žurnalista (* 5. ledna 1845)
- 1939 – Stanisław Ignacy Witkiewicz, polský dramatik, spisovatel, malíř a fotograf (* 24. února 1885)
- 1944 – František Geisler, československý důstojník a kapitán v Britské armádě (* 25. července 1918)
- 1945 – Blind Willie Johnson, americký zpěvák a kytarista (* 22. ledna 1897)
- 1946
  - James Jeans, britský fyzik, astronom a matematik (* 11. září 1877)
  - Josef Rostislav Stejskal, spoluzakladatel, duchovní a biskup Církve československé (husitské) (* 27. dubna 1894)
- 1948 – Jan Eskymo Welzl, cestovatel a dobrodruh (* 15. srpna 1868)
- 1959
  - Harvey Glatman, americký sériový vrah, násilník a fotograf (* 10. prosince 1927)
  - Benjamin Péret, francouzský básník (* 4. července 1899)
- 1961
  - Olga Perovská, ruská autorka dětských knih (* 9. dubna 1920)
  - Dag Hammarskjöld, švédský politik, diplomat, generální tajemník OSN (* 29. července 1905)
- 1962 – Terezie Neumannová, katolická mystička (* 8. dubna 1898)
- 1967 – John Douglas Cockcroft, britský fyzik, Nobelova cena za fyziku 1951 (* 27. května 1897)
- 1970 – Jimi Hendrix, americký kytarista (* 27. listopadu 1942)
- 1973 – Théo Lefèvre, premiér Belgie (* 17. ledna 1914)
- 1977 – Paul Bernays, matematik švýcarského původu (* 17. října 1888)
- 1982 – Pchej Wen-čung, čínský paleontolog, archeolog a antropolog (* 19. ledna 1904)
- 1983 – Friedrich Heer, rakouský kulturní historik (* 10. dubna 1916)
- 1992 – Markéta Dánská, dánská princezna (* 17. září 1895)
- 1999 – Viktor Sergejevič Safronov, ruský astronom (* 11. října 1917)
- 2001 – Tibor Buday, slovenský geolog (* 22. září 1913)
- 2002 – Bob Hayes, americký sprinter, dvojnásobný olympijský vítěz (* 20. prosince 1942)
- 2004 – Russ Meyer, americký experimentální a avantgardní filmař (* 21. března 1922)
- 2012 – Santiago Carrillo, španělský politik (* 18. ledna 1915)
- 2013
  - Lindsay Cooper, britská hráčka na hoboj a fagot (* 3. března 1951)
  - Marcel Reich-Ranicki, německý publicista a literární kritik (* 2. června 1920)
- 2014 – Kenny Wheeler, kanadský trumpetista (* 14. ledna 1930)
- 2020 – John Turner, kanadský politik (* 7. června 1929)
- 2021
  - Mario Camus, španělský filmový režisér, scenárista, spisovatel a herec (* 20. dubna 1935)
  - Anna Chromy, malířka a sochařka, narozená v Českém Krumlově (* 18. července 1940)
- 2024 – Salvatore Schillaci, italský fotbalista (* 1. prosinec 1964)

## Svátky

### Česko
- Kryštof

### Svět
- Chile: Den nezávislosti

| 18. září v pražském KlementinuÚdaje jsou platné k 8. 7. 2025. | 18. září v pražském KlementinuÚdaje jsou platné k 8. 7. 2025. | 18. září v pražském KlementinuÚdaje jsou platné k 8. 7. 2025. |
| minimum                                                       | denní průměr                                                  | maximum                                                       |
| ------------------------------------------------------------- | ------------------------------------------------------------- | ------------------------------------------------------------- |
| 3,0 °C (1916)                                                 | 15,1 °C (od 1961)                                             | 29,9 °C (1947)                                                |